# Anolis frenatus
Anolis frenatus är en ödleart som beskrevs av  Cope 1899. Anolis frenatus ingår i släktet anolisar, och familjen Polychrotidae. Inga underarter finns listade i Catalogue of Life.